# Алтиплански чинчила миш
Алтиплански чинчила миш или чинчиласти хрчак (лат. Chinchillula sahamae, енгл. Altiplano chinchilla mouse, рус. Шиншилловый хомячок) је врста сисара из реда глодара и породице хрчкова (Cricetidae). 

## Распрострањење
Ареал врсте је ограничен на мањи број држава. Врста има станиште у Перуу, Боливији и Чилеу.

## Станиште
Станиште врсте су жбунаста вегетација од 3.500 до 4.800 метара.

## Угроженост
Ова врста је наведена као последња брига, јер има широко распрострањење и честа је врста.